# 8. armija (Njemačko Carstvo)
8. armija (njem. 8. Armee / Armeeoberkommando 8 / A.O.K. 8) je bila vojna formacija njemačke vojske u Prvom svjetskom ratu. Tijekom Prvog svjetskog rata djelovala je na Istočnom bojištu, te je sudjelovala u nekim od najznačajnijih bitaka koje su se vodile na navedenom ratištu.

## Povijest
Osma armija formirana je 2. kolovoza 1914. sa sjedištem stožera u Posenu. Njezinim prvim zapovjednikom postao je general pukovnik Maximilian von Prittwitz kojemu je načelnik stožera bio general bojnik Georg von Waldersee. Na početku rata sastojala se od pet korpusa i to I., XVII., XX., I. pričuvnog i Landverskog korpusa. Osma armija se na početku rata jedina od njemačkih armija nalazila na Istočnom bojištu, te je prema Schlieffenovom planu trebala držati položaje u Istočnoj Pruskoj i ne poduzimati bilo kakve ofenzive akcije dok se ne ostvari pobjeda protiv Francuza na Zapadnom bojištu.
Međutim, suprotno naređenjima, zapovjednik I. korpusa Hermann von Francois je 17. kolovoza 1914. napao jedinice ruske 1. armije koja je počela prodirati u Istočnu Prusku, te joj je u Bitci kod Stallupönena nanio gubitke od 5.000 mrtvih i 3.000 zarobljenih. Francois je počeo goniti ruske snage koje su se povlačile, ali je ubrzo morao prekinuti gonjenje zbog napada ruskog topništva, te Prittwitzovog naređenja da se povuče prema zapadu na položaje kod Gumbinnena.
Ohrabren uspjehom kod Stallupönena, Francois je uspio nagovoriti Prittwitza da protivno naredbama Glavnog stožera poduzme novi napad, dok se ruska 2. armija još nalazila na jugu. Prittwitz je 19. kolovoza 1914. naredio napad, ali su brojčano nadmoćne ruske snage podržane topništvom u Bitci kod Gumbinnena (20. kolovoza 1914.) porazile 8. armiju, te je prisilile na povlačenje. Uz navedeno i ruska 2. armija je zaprijetila 8. armiji s juga, tako da je Prittwitz naredio da se 8. armija povuče sve do rijeke Visle čime bi se napustio veći dio Istočne Pruske. Navedeno je njemačkom Glavnom stožeru, u kojem je velik dio časnika bio upravo iz Istočne Pruske, bilo neprihvatljivo, te je Prittwitz smijenjen zajedno sa svojim načelnikom stožera. Prittwitza je na mjestu zapovjednika 8. armije zamijenio general pukovnik Paul von Hindenburg, dok je Walderseea na mjestu načelnika stožera 8. armije zamijenio general bojnik Erich Ludendorff koji se već tada istaknuo u borbama na Zapadnom bojištu.

Hindenburg i Ludendorff su nakon preuzimanja zapovjedništva odlučili preuzeti inicijativu. Prihvatili su već izrađeni plan pomoćnika načelnika stožera Maxa Hoffmanna, te su željeznicom premjestili dva korpusa koja su držala položaje nasuprot ruske 1. armije kako bi napali rusku 2. armiju. U Bitci kod Tannenberga (23. – 30. kolovoza 1914.) jedinice 8. armije su najprije okružile, te nakon toga gotovo u potpunosti uništile rusku 2. armiju kojoj su nanijeti gubici od 78.000 mrtvih i ranjenih, te 92.000 zarobljenih vojnika.
Nakon velike pobjede kod Tannenberga, 8. armija je svoju pažnju usmjerila prema ruskoj 1. armiji, koja je svojoj neaktivnošću u velikoj mjeri pridonijela porazu 2. armije. U Prvoj bitci na Mazurskim jezerima (9. – 14. rujna 1914.) 8. armija je porazila i rusku 1. armiju, prisilila je na povlačenje, te je u potpunosti izbacila s njemačkog teritorija.
Na zapovjedništvu 8. armije Paula von Hindenburga, koji je postao zapovjednikom novoformirane 9. armije, zamijenio je 18. rujna 1914. general topništva Richard von Schubert. Schubert je međutim, 8. armijom zapovijedao svega dva tjedna jer ga je 8. listopada 1914. na mjestu zapovjednika 8. armije zamijenio dotadašnji zapovjednik I. korpusa general pješaštva Hermann von Francois. Niti Francois nije dugo zapovijedao 8. armijom. Nakon mjesec dana 7. studenog 1914. na tom mjestu zamijenio ga je general pješaštva Otto von Below, dotadašnji zapovjednik I. pričuvnog korpusa.
U veljači 1915. 8. armija je sudjelovala u novom njemačkom napadu na Istočnom bojištu. Zajedno s 10. armijom, napala je usred snježne oluje rusku 10. armiju kojom je zapovijedao Thadeus Sievers. Osma armija je u Drugoj bitci na Mazurskim jezerima (7. – 22 veljače 1915.) napredovala gotovo 70 kilometara, da bi konačno uz protunapadom ruske 12. armije pod zapovjedništvom Pavela Plehvea njemačko napredovanje bilo zaustavljeno.
U svibnju 1915. od većine jedinica 8. armije formirana je Armija Njemen, te je njezinim zapovjednikom postao dotadašnji zapovjednik 8. armije Otto von Below. Belowa je pak je mjestu zapovjednika 8. armije zamijenio general topništva Friedrich von Scholtz koji je istodobno zapovijedao i XX. korpusom. Napredovanje njemačkih snaga u ofenzivi Gorlice-Tarnow (1. svibanj – 18. rujan 1915.) zahtijevalo je promjene u njemačkom vojnom rasporedu tako da je 8. armija rasformirana 29. rujna 1915. godine.

## Ponovno formiranje
Osma armija ponovno je formirana 30. siječnja 1916. preimenovanjem dotadašnje Armije Njemen. Zapovjednikom 8. armije ponovno je postao zapovjednik Armije Njemen general pješaštva Otto von Below, dok je načelnikom stožera armije postao general bojnik Alfred von Böckmann. Below je 8. armijom zapovijedao do 5. listopada 1916. kada ga je na mjestu zapovjednika zamijenio general pješaštva Max von Fabeck. Fabeck se međutim nakon preuzimanja zapovjedništva armije razbolio tako da ga je na mjestu zapovjednika 22. listopada 1916. zamijenio general pješaštva Bruno von Mudra koji je 8. armijom zapovijedao do 2. siječnja 1917. kada je zapovjedništvo 8. armije ponovno preuzeo Friedrich von Scholtz. Scholtz je 8. armijom zapovijedao do 22. travnja 1917. kada ga je na mjestu zapovjednika zamijenio general pješaštva Oskar von Hutier.
Pod Hutierovim zapovjedništvom 8. armija 1. rujna 1917. napada rusku 12. armiju, istu prisiljava na povlačenje, te 3. rujna 1917. zauzima Rigu. Za navedeni uspjeh Hutier je i odlikovan ordenom Pour le Mérite. U prosincu 1917. Hutiera koji je na Zapadnom bojištu preuzeo zapovjedništvo nad novoformiranom 18. armijom, na mjestu zapovjednika zamjenjuje general pješaštva Günther von Kirchbach. On 8. armijom zapovijeda do 31. srpnja 1918. kada ga na tom mjestu zamjenjuje general pješaštva Hugo von Kathen koji armijom zapovijeda sve do kraja rata. Nakon završetka rata jedinice 8. armije su se povlačile prema Königsbergu gdje je 12. siječnja 1919. armija i rasformirana.  

## Zapovjednici
Maximilian von Prittwitz (2. kolovoza 1914. – 23. kolovoza 1914.)

Paul von Hindenburg (23. kolovoza 1914. – 18. rujna 1914.)

Richard von Schubert (18. rujna 1914. – 8. listopada 1914.)

Hermann von Francois (8. listopada 1914. – 7. studenog 1914.)

Otto von Below (7. studenog 1914. – 26. svibnja 1915.)

Friedrich von Scholtz (26. svibnja 1915. – 29. rujna 1915.)
Otto von Below (30. prosinca 1915. – 5. listopada 1916.)

Max von Fabeck (5. listopada 1916. – 22. listopada 1916.)

Bruno von Mudra (22. listopada 1916. – 2. siječnja 1917.)

Friedrich von Scholtz (2. siječnja 1917. – 22. travnja 1917.)

Oskar von Hutier (22. travnja 1917. – 12. prosinca 1917.)

Günther von Kirchbach (12. prosinca 1917. – 31. srpnja 1918.)

Hugo von Kathen (31. srpnja 1918. – 22. rujna 1918.)

## Načelnici stožera
Georg von Waldersee (2. kolovoza 1914. – 23. kolovoza 1914.)

Erich Ludendorff (23. kolovoza 1914. – 18. rujna 1914.)

Paul Grünert (18. rujna 1914. – 3. studenog 1914.)

Adolf Wild von Hohenborn (3. studenog 1914. – 10. studenog 1914.)

Alfred von Böckmann (10. studenog 1914. – 26. svibnja 1915.)

Detlef von Schwerin (26. svibnja 1915. – 29. rujna 1915.)

Alfred von Böckmann (30. prosinca 1915. – 5. listopada 1916.)

Walter von Bergmann (5. listopada 1916. – 16. studenog 1916.)

Traugott von Sauberzweig (16. studenog 1916. – 15. rujna 1917.)

Georg Frotscher (15. rujna 1917. – 15. veljače 1918.)

Rudolf Frantz (15. veljače 1918. – 22. rujna 1918.)

## Bitke
Bitka kod Stallupönena (17. kolovoza 1914.)

Bitka kod Gumbinnena (20. kolovoza 1914.)

Bitka kod Tannenberga (23. – 30. kolovoza 1914.)

Prva bitka na Mazurskim jezerima (9. – 14. rujna 1914.)

Druga bitka na Mazurskim jezerima (7. – 22. veljače 1915.)

## Vojni raspored 8. armije na početku Prvog svjetskog rata
Zapovjednik: general pukovnik Maximilian von Prittwitz

Načelnik stožera: general bojnik Georg von Waldersee

- I. korpus (genpor. Hermann von Francois)
  - 1. divizija (gen. Conta)
  - 2. divizija (gen. Falk)

- XVII. korpus (genkonj. August von Mackensen)
  - 35. divizija (gen. Hennig)
  - 36. divizija (gen. Heineccius)

- XX. korpus (genpj. Friedrich von Scholtz)
  - 37. divizija (gen. Staabs)
  - 41. divizija (gen. Sontag)

- I. pričuvni korpus (genpj. Otto von Below)
  - 1. pričuvna divizija (gen. Förster)
  - 36. pričuvna divizija (gen. Kruge)

- Landverski korpus (genpj. Remus von Woyrsch)
  - 3. landverska divizija (gen. König)
  - 4. landverska divizija (gen. Wegerer)

- Neovisne formacije
  - 3. pričuvna divizija (gen. Morgen)
  - divizija Unger (gen. Unger)
  - 1. konjička divizija (gen. Brecht)Hugo von Kathen, posljednji zapovjednik 8. armije

## Vojni raspored 8. armije u Bitci kod Tannenberga
Zapovjednik: general pukovnik Paul von Hindenburg

Načelnik stožera: general bojnik Erich Ludendorff

- I. korpus (genpj. Hermann von Francois)
  - 1. divizija (gen. Conta)
  - 2. divizija (gen. Falk)

- XVII. korpus (genkonj. August von Mackensen)
  - 35. divizija (gen. Hennig)
  - 36. divizija (gen. Heineccius)

- XX. korpus (gentop. Friedrich von Scholtz)
  - 37. divizija (gen. Staabs)
  - 41. divizija (gen. Sontag)

- I. pričuvni korpus (genpj. Otto von Below)
  - 1. pričuvna divizija (gen. Förster)
  - 36. pričuvna divizija (gen. Kruge)

- Neovisne formacije
  - 3. pričuvna divizija (gen. Morgen)
  - 1. konjička divizija (gen. Brecht)

## Vojni raspored 8. armije u Prvoj bitci na Mazurskim jezerima
Zapovjednik: general pukovnik Paul von Hindenburg

Načelnik stožera: general bojnik Erich Ludendorff

- Gardijski pričuvni korpus (gentop. Max von Gallwitz)
  - 3. gardijska divizija (gen. Bonin)
  - 1. gardijska pričuvna divizija (gen. Albrecht)

- I. korpus (genpj. Hermann von Francois)
  - 1. divizija (gen. Conta)
  - 2. divizija (gen. Falk)

- I. pričuvni korpus (genpj. Otto von Below)
  - 1. pričuvna divizija (gen. Förster)
  - 36. pričuvna divizija (gen. Kruge)

- XI. korpus (genpj. Otto von Plüskow)
  - 22. divizija (gen. Dieffenbach)
  - 38. divizija (gen. Wagner)

- XVII. korpus (genkonj. August von Mackensen)
  - 35. divizija (gen. Hennig)
  - 36. divizija (gen. Heineccius)

- XX. korpus (gentop. Friedrich von Scholtz)
  - 37. divizija (gen. Staabs)
  - 41. divizija (gen. Sontag)

- Neovisne formacije
  - 3. pričuvna divizija (gen. Morgen)
  - 1. konjička divizija (gen. Brecht)

## Vanjske poveznice
(eng.) 8. armija na stranici Prussian Machine.com

(njem.) 8. armija na stranici Deutschland14-18.de  Arhivirana inačica izvorne stranice od 5. listopada 2013. (Wayback Machine)

(njem.) 8. armija na stranici Wiki-de.genealogy.net